# Mahtomedi, Minnesota
Mahtomedi, Minnesota (енгл. Mahtomedi) град је у америчкој савезној држави Минесота.

## Демографија
По попису из 2010. године број становника је 7.676, што је 113 (1,5%) становника више него 2000. године.
| Група             | 2000.         | 2010.         |
| Белци             | 7.258 (96,0%) | 7.155 (93,2%) |
| Афроамериканци    | 62 (0,8%)     | 176 (2,3%)    |
| Азијати           | 51 (0,7%)     | 93 (1,2%)     |
| Хиспаноамериканци | 86 (1,1%)     | 96 (1,3%)     |
| Укупно            | 7.563         | 7.676         |